# 小勐统镇
小勐统镇，是中华人民共和国云南省临沧市永德县下辖的一个乡镇级行政单位。

## 行政区划
小勐统镇下辖以下地区：
小勐统村、麻栗树村、丫口村、河边村、半坡村、木瓜河村、力柴村、大丫口村、酸杷根村、湾甸村、忙牛水村、大路街村、鸭塘村、班老村、玉明珠村和梅子箐村。